# Little River (vattendrag i Australien, New South Wales, lat -34,48, long 150,60)
Little River är ett vattendrag i Australien. Det ligger i delstaten New South Wales, i den sydöstra delen av landet, omkring 89 kilometer sydväst om delstatshuvudstaden Sydney.
I omgivningarna runt Little River växer i huvudsak städsegrön lövskog. Runt Little River är det ganska tätbefolkat, med 230 invånare per kvadratkilometer. Genomsnittlig årsnederbörd är 1 352 millimeter. Den regnigaste månaden är februari, med i genomsnitt 211 mm nederbörd, och den torraste är juli, med 36 mm nederbörd.